# Горгофона (дочь Персея)
Горгофона (греч. Γοργοφόνη) — персонаж греческой мифологии, дочь Персея и Андромеды. Её имя означает «горгоноубийца».
Античные авторы называют Горгофону женой двух мужчин — Периера и Эбала. Она известна, как первая женщина, которая, овдовев, вышла замуж повторно. До этого бытовало представление, что после смерти мужа жена должна покончить жизнь самоубийством; Грейвс видит в мифах, рассказывающих о таких самоубийствах отражение древнего индоевропейского обычая. Горгофона родила четырёх сыновей: Левкиппа, Афарея, Тиндарея и Икария. При этом, согласно Аполлодору, отцом всех четверых был Периер, а Павсаний называет Икария и Тиндарея сыновьями Эбала. Есть источники, утверждающие, что отцом был Кинорт.
Гробница Горгофоны находилась в Аргосе, рядом с могильным памятником Медузе Горгоне.